# Alstroemeria leporina
Alstroemeria leporina là một loài thực vật có hoa trong họ Alstroemeriaceae. Loài này được Ehr.Bayer & Grau miêu tả khoa học đầu tiên năm 1982.